# Калистрат Зографски
Калистрат Зографски е български просветен деец и духовник, игумен и архимандрит на Зографския манастир „Свети Георги“.

## Биография
Роден е около 1830 година в Струга, тогава в Османската империя, със светско има Кръстан Санджаковски. Получава добро образование в областта на богословието, музикологията и филологията. Работи като учител по гръцки и църковно пеене преди да се замонаши. Замонашва се в Зографския манастир, където създава музикално и калиграфско училище. Калистрат Зографски е автор на музикални произведения и преводи. Негова творба е основната музикална литература „Восточно църковно пеене“ в четири тома, която е отпечатана в Солун в 1905 година. Калистрат Зографски превежда и печата пръв службите на Свети Климент Охридски, Свети Наум Охридски и Свети Седмочисленици от старогръцки на черковнославянски, записани в известния Москополски кодекс.
Умира в 1914 година в Зографския манастир, където в монашеската костница се пазят неговите мощи. Приносът му към музикалната наука и филологията е обект на жив интерес от страна на научните среди.